# Pratt & Whitney Canada PT6
Pratt & Whitney Canada PT6 je turbovrtulový letecký motor vyráběný společností Pratt & Whitney Canada. 
Jeho vývoj začal v roce 1958, poprvé se rozeběhl v roce 1960, vzlétl poprvé 30. května 1961, do služby vstoupil roku 1964 a od té doby je dále vyvíjen. Skládá se ze dvou částí: plynového generátoru, který dodává horký plyn na volnou turbínu a je často namontován zpětně se sáním v zadní části a výfukem po stranách. 
Do listopadu 2015 bylo vyrobeno 51 000 ks, které mezi lety 1963 až 2016 nalétaly 400 milionů hodin. Motor je známý svojí spolehlivostí – během letu dochází k vysazení jednou za 651 126 hodin (v roce 2016). PT6A pokrývá výkonové rozpětí mezi 580 a 1 940 koňskými silami (430 a 1 450 kW), varianty zatímco PT6B/C jsou turbohřídelové pro použití ve vrtulnících. Našel uplatnění v mnoha civilních i vojenských letadlech včetně vrtulníků.

## Specifikace  (PT6A-6)

### Technické údaje
- Typ: turbovrtulový motor
- Délka: 1 575 mm
- Průměr: 483 mm
- Hmotnost suchého motoru: 122,47 kg

### Součásti
- Kompresor: třístupňový axiální + jednostupňový radiální
- Spalovací komora: prstencová
- Turbína: 1 × generátorová a 1 × volná

### Výkony
- Maximální výkon: 578 hp (431 kW) při 2 200 ot./min při vzletu
- Kompresní poměr: 6,3:1
- Objem průtoku vzduchu: 2 kg/s
- Poměr výkon/hmotnost: 3,52 kW/kg